# Ilbe Jeojangso
Ilbe Jeojangso (en coreà 일베저장소) és un lloc web sud-coreà d'humor. Va aparèixer el 2010 al indepentitzar-se de la comunitat d'internautes Disinsaideu ("디시인사이드"). L'activitat dels seus participants l'han fet polèmic. Es considera que la comunitat que participa en el lloc web és d'ideologia de dretes i populistes. És el lloc web sud-coreà d'humar amb més visites i un dels llocs web amb més volum de tràfic de visitants i usuaris del país.
La seua comunitat està formada per estudiants universitaris i treballadores a temps complet d'empreses grans.
Acadèmics sud-coreans d'ideologia progressista l'han considerat despectivament.
El 2013 comentaren contra les cuidadores de nens afirmant que són ètnicament xineses.
En juny de 2014 van denunciar a Xansung, membre del grup musical de k-pop 2PM.
Les idees polítiques dels membres de la comunitat són de sentiment anti-multiculturalisme, anti-japonès i anti-immigració.
Els investigadors Yi i Jung confirmaren que les creences polítiques de la comunitat solen inclinar-se més cap a les basades en evidències més que les no fonamentades.